# Сан-Массімо
Сан-Массімо (італ. San Massimo) — муніципалітет в Італії, у регіоні Молізе,  провінція Кампобассо.
Сан-Массімо розташований на відстані близько 170 км на схід від Рима, 23 км на південний захід від Кампобассо.
Населення — 853 особи (2014).
Щорічний фестиваль відбувається 15 лютого. Покровитель — San Massimo.

## Демографія
Населення за роками:

Станом на 31 грудня 2014 року в муніципалітеті офіційно проживало 27 іноземців з 7 країн, серед них 10 громадян країн Євросоюзу та 1 громадянин України.

## Сусідні муніципалітети
- Бояно
- Канталупо-нель-Санніо
- Макк'ягодена
- Роккамандольфі
- Сан-Грегоріо-Матезе